# Platyrhacus strenuus
Platyrhacus strenuus är en mångfotingart som beskrevs av Filippo Silvestri 1897. Platyrhacus strenuus ingår i släktet Platyrhacus och familjen Platyrhacidae. Inga underarter finns listade i Catalogue of Life.